# Liste des conseillers régionaux de la Moselle
 (janvier 2024).
Si vous disposez d'ouvrages ou d'articles de référence ou si vous connaissez des sites web de qualité traitant du thème abordé ici, merci de compléter l'article en donnant les références utiles à sa vérifiabilité et en les liant à la section « Notes et références ».

## Composition
Liste des conseillers régionaux du département de la Moselle pour la Lorraine en 2004.
| Conseiller régional             | Groupe            |
| Chantal Barbacci                | Groupe Socialiste |
| Hélène Benabent                 | Groupe Socialiste |
| Joëlle Borowski                 | Groupe Socialiste |
| Lionel Fournier                 | Groupe Socialiste |
| Marie-Thérèse Gansoinat-Ravaine | Groupe Socialiste |
| Lucie Kocevar                   | Groupe Socialiste |
| Gérard Leonardi                 | Groupe Socialiste |
| Jean-Pierre Liouville           | Groupe Socialiste |
| Jean-Pierre Masseret            | Groupe Socialiste |
| Bertrand Mertz                  | Groupe Socialiste |
| Marie-Ange Morin                | Groupe Socialiste |
| Michel Obiegala                 | Groupe Socialiste |
| Michaël Weber                   | Groupe Socialiste |
| Paola Zanetti                   | Groupe Socialiste |